# 鋼鐵墳墓2
是一部2018年中國大陸和美國合拍的動作驚悚片，由史蒂芬·C·米勒執導，邁爾士·查普曼（Miles Chapman）編劇。該片為2013年電影《鋼鐵墳墓》的續集。由席維斯·史特龍、戴夫·巴帝斯塔與黃曉明主演。《鋼鐵墳墓2》2018年6月29日在美國以隨選視訊（VOD）的方式發行。

## 劇情
故事敘述雷·布瑞林為了拯救好友任樹而找來同夥德羅煞，並共同潛入一座嚴密的高科技監獄「冥府」，但他們除了面對當中的各種惡煞外，還得設法破解能透過電腦而變形的監獄系統。

## 演員
- 席維斯·史特龍飾演雷·布瑞林（Ray Breslin）
- 戴夫·巴帝斯塔飾演泰倫特·德羅煞（Trent DeRosa）
- 黃曉明飾演任樹（Shu Ren）
- 潔米·金飾演愛碧嘉·羅斯（Abigail Ross）
- 柯蒂斯·「五角」·傑克遜飾演哈許（Hush）
- 傑西·麥特卡爾菲飾演路克·華肯（Luke Walken）
- 韋斯·查塔姆飾演賈斯柏·金布拉爾（Jaspar Kimbral）
- 泰塔斯·威利弗葛雷哥爾·浮士德／提督（Gregor Faust／The Zookeeper）
- 唐辰瀛飾演馬雨聲（Yusheng Ma）
- 貝莉·庫蘭（Baylee Curran）飾演愛麗絲（Alice）
- 奚夢瑤飾演范欽（Qin Fan）

## 發行
與前集不同的是，《鋼鐵墳墓2》不會在美國國內戲院上映，而是定於2018年6月29日以隨選視訊（VOD）的方式發行。但其他國家仍會在戲院上映，如菲律賓、臺灣、香港及中國大陸等。
此外，該片的宣傳曲《太彪了》由黃曉明演唱。

### 評價
《鋼鐵墳墓2》整體獲得了負面的評價。主要被批評故事混亂破碎、角色單薄、特效糟糕，整體表現皆不如前集。爛番茄根據12篇評論而僅持有17%的新鮮度，平均得分2.2 / 10。

## 續集
2017年4月，第三部電影《鋼鐵墳墓3》開始投入前期製作。拍攝於2017年9月開始，並於2019年推出。

## 外部連結
- 互联网电影数据库（IMDb）上《鋼鐵墳墓2》的资料（英文）
- 豆瓣电影上《金蝉脱壳2》的資料 （简体中文）